# Baby's in Black (fumetto)
Baby's in Black. La storia di Astrid Kirchherr & Stuart Sutcliffe (Baby's in Black: The Story of Astrid Kirchherr & Stuart Sutcliffe) è un fumetto di Arne Bellstorf, ispirato alla relazione che unì il membro della band dei Beatles Stuart Sutcliffe e la fotografa tedesca Astrid Kirchherr. 
Pubblicato in Germania nel 2010, è stato tradotto in italiano da Black Velvet Editrice, edito nel 2011, grazie anche ai finanziamenti del Goethe Institut di Roma.

## Trama
Astrid Kirchherr è una fotografa alle dipendenze del suo ex-professore, Reinhart Wolf. Da tempo la relazione sentimentale che la lega a Klaus Voormann è in crisi. Una sera, dopo una lite Klaus si mette a vagare per Amburgo, finendo per caso nella Reeperbahn dove, attirato in un locale di infima qualità dalla musica, scopre una rock band capace di ammaliarlo come poche: i Beatles.
Deciso a portare ai concerti serali anche la compagna ed i comuni amici, Klaus trascina Astrid ad ascoltare i talentuosi musicisti.
Astrid, fin dalla prima serata, rimane incantata dalla figura di Stuart Sutcliffe e, rotti gli indugi, quando Klaus riesce ad avere un colloquio con la band e ad avvicinarsi ai suoi componenti da amico, Astrid inizia a collaborare con la i Beatles: li fotografa, li ascolta da amica e consigliera...
Finché, pian piano, l'attrazione tra lei e Stuart non li porterà a dichiararsi e a diventare una coppia ufficiale, al punto che il bassista, preso dalla fotografa tedesca, decide di stabilirsi in Germania, terminare gli studi artistici ad Amburgo e progettare un possibile matrimonio da festeggiare in Francia in luna di miele.
Ma i sogni d'amore della coppia vengono presto infranti dalle manifestazioni del male che affligge Stuart, cui viene diagnosticata l'epilessia, che ne mina il corpo e lo spirito finché un giorno, proprio pochi giorni prima del ritorno dei Beatles ad Amburgo, Stuart muore, stroncato dalla malattia.

## Aspetto musicale
Nel fumetto compaiono alcuni brani musicali, tra questi:
- Dizzy, Miss Lizzy - musica e testi di Larry Williams,
- Hippy Hippy Shake - musica e testi di Chan Romero,
- Love Me Tender - musica e testi di Elvis Presley e Vera Matson
- Money - musica e testi di Berry Gordie Jr. e Laurie Bradford,
- Roll Over Beethoven - musica e testi di Chuck Berry
- Whole Lotta Shakin' Goin' On - musica e testi di David Williams

## Lingua
Nell'edizione originale vi era un'equa mescolanza di tedesco ed inglese, dovuto all'ambientazione e ai personaggi. Nell'edizione italiana, invece, si è preferito presentare un'opera integralmente in italiano, mettendo in risalto però i dialoghi originariamente inglesi ponendoli tra parentesi.